# Uleåborgsskolan

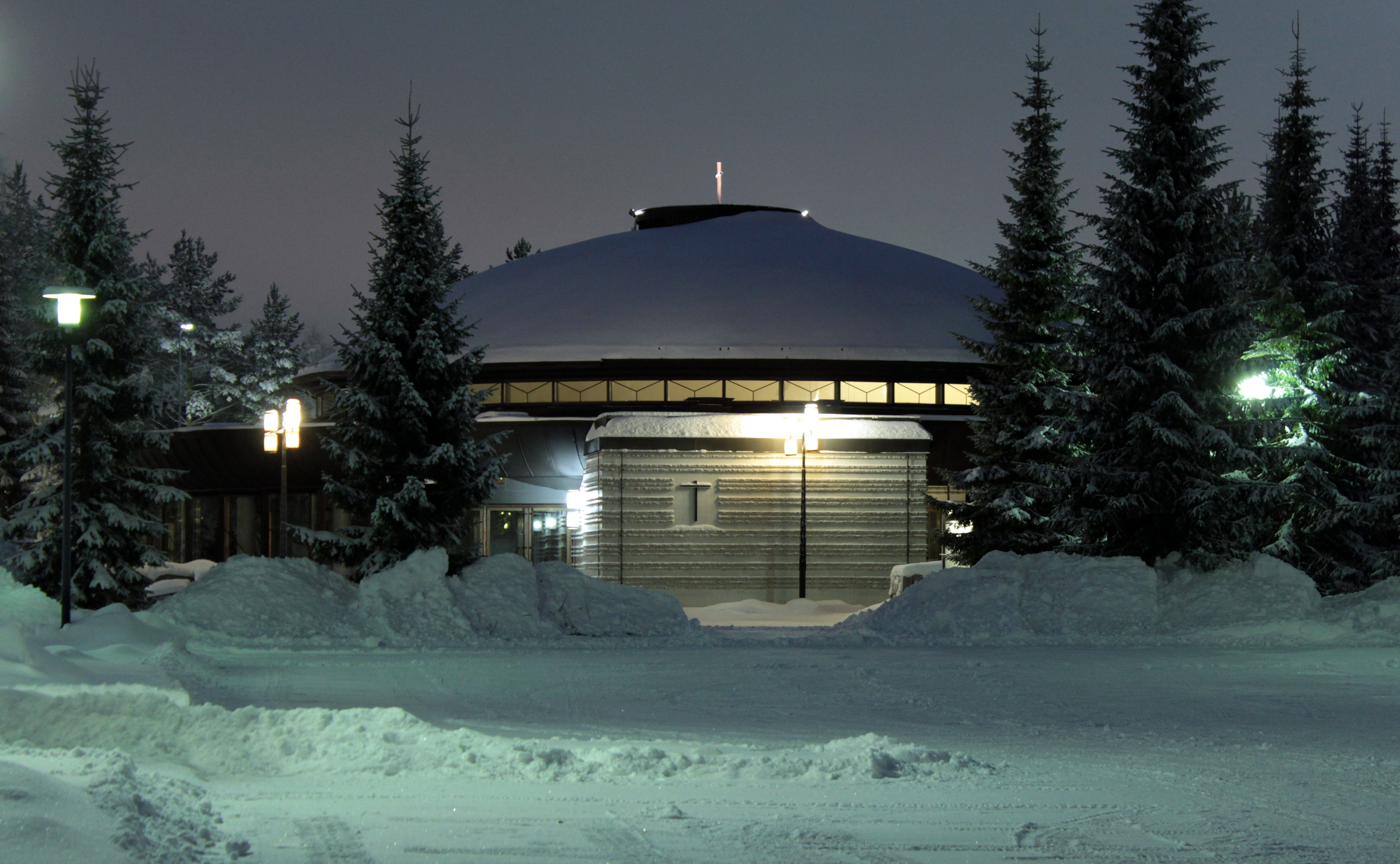
S:t Lukas kapell, Uleåborg.

Uleåborgsskolan är en stilriktning inom modern finländsk arkitektur. 
Under 1970-talet uppstod postmodernismen som en stark motreaktion mot den förhärskande rationella och monotona brutalismen. Inom denna stilart tog man upp gamla dekorativa element i den moderna arkitekturen och byggnadernas former bröts upp och fick mer variation. I Uleåborg fick postmodernismen en förespråkare genom Reima Pietilä, som var professor vid Uleåborgs universitets arkitektavdelning. Pietilä, själv en karismatisk oliktänkare inom den finländska arkitekteliten, utvecklade sina egna organiskt morfologiska arkitekturteorier och kombinerade dem med moderna postmodernistiska strömningar och en stark förkärlek för murade konstruktioner i rödtegel, ofta med klassiska tegelvalv och böjda, komplicerade former, kombinerade med fantasirika tornkonstruktioner. Pietiläs läror blev under 1980-talet mycket populära bland yngre arkitekter i Uleåborg och denna regionala, närmast eklektiska arkitekturstil fick namnet uleåborgsskolan. 
Stilarten framträder geografiskt centrerad i Uleåsalo utanför Uleåborg, där man finner bland annat högstadiet (Heikki Taskinen, 1982) och kommunhuset (Kari & Reijo Niskasaari/Kaarlo Viljanen, 1980–1982). Av andra kända byggnader inom uleåborgsskolan kan nämnas kommunhusen i Kiuruvesi och Toholampi (Kari & Reijo Niskasaari/Kaarlo Viljanen, 1984, 1987), Nallikari fyr (Reijo & Kari Niskasaari, 1988) samt Myllyoja församlingshus (Juha Pasanen, 1983), Korkalovaara kapell i Rovaniemi (Pekka Littow, 1988) och S:t Lukas kapell i Uleåborg (Markku Kuhalampi /Seppo Kähkönen, 1988). 
Uleåborgsskolan blev trots sin stora popularitet kortlivad, och i början av 1990-talet vände undervisningen vid universitetet tillbaka mot de mer avskalade modernistiska stilarterna inom arkitekturen. Den regionala stoltheten och experimentlustan har dock hållit i sig, och arkitekturen i norra Finland är fortsättningsvis mer färggrann och varierande än i södra delen av landet.